# Emek ha-Chula

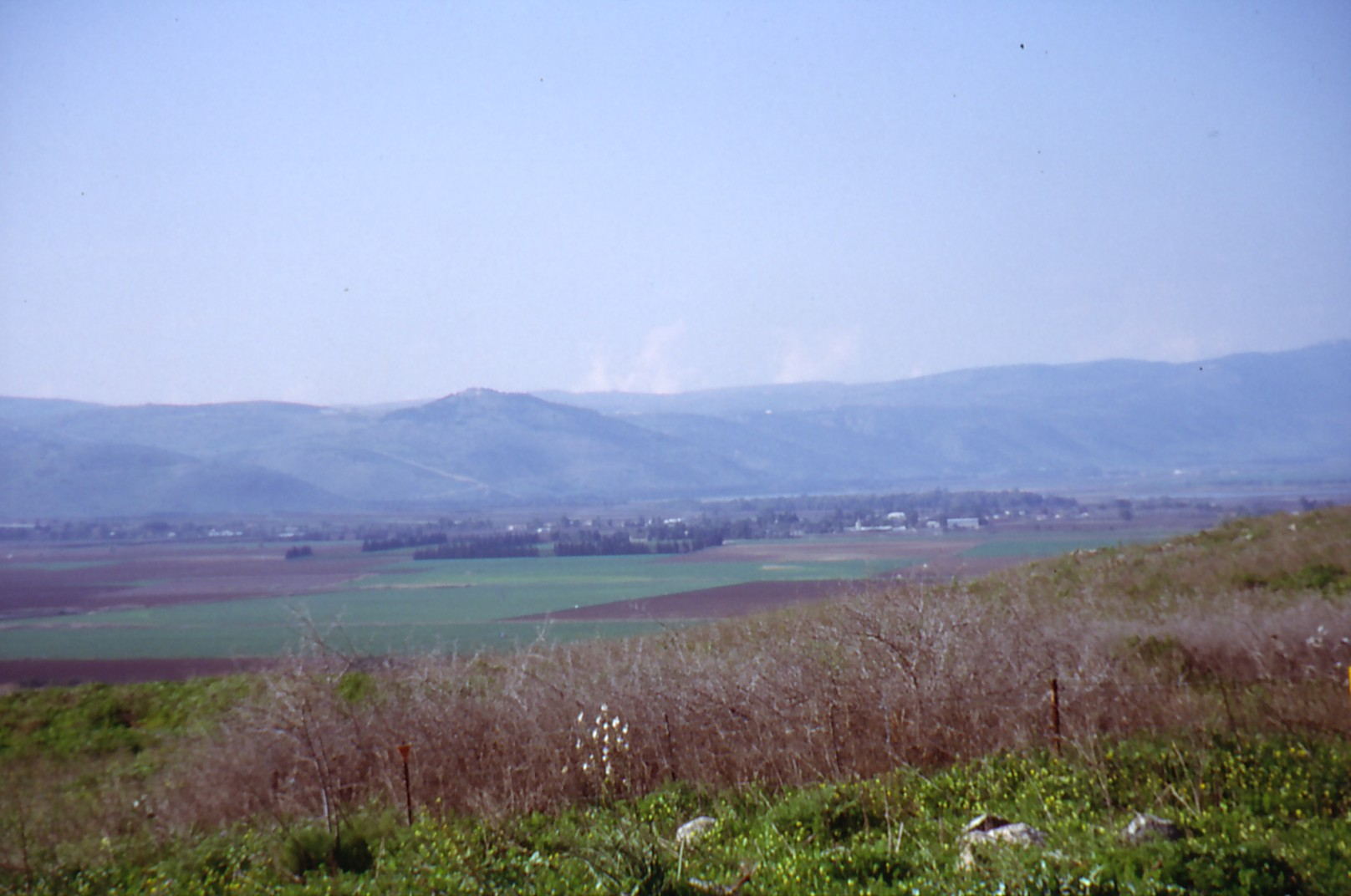
Dolina Chula widziana ze Wzgórz Golan

Emek ha-Chula (hebr. ‏עמק החולה‎) – rolnicza dolina położona pomiędzy wzgórzami Górnej Galilei i Wzgórzami Golan w północnej części Izraela.

## Geografia
Dolina leży w północnej części rowu tektonicznego Jordanu, na wysokości około 70 metrów p.p.m. Otaczające ją wzgórza wznoszą się od 400 do 900 metrów n.p.m.
Dolina ma długość około 25 km i szerokość 7 km (w skrajnych punktach). Zajmuje powierzchnię 177 km².
Lato jest tam gorące i suche, a zima chłodna. Średnia rocznych opadów na południu to 40 cm, a na północy 80 cm.

## Historia
Dolina Chula łączyła Syrię z Wybrzeżem Morza Śródziemnego i Egiptem. Powstały tam miasta Hazor i Layish. Pod koniec XII wieku p.n.e. Izraelici zburzyli Layish i wybudowali nowe miasto.
Przez cały okres panowania hellenistycznego, rzymskiego, bizantyjskiego i wczesnoarabskiego, dolina Chula była zamieszkana przez społeczność wiejską. W 1883 roku powstała tam pierwsza żydowska osada rolnicza – Yesod Hamaala. Do roku 1948 było tam już 12 osad żydowskich i 23 arabskie wioski. W tym samym roku wybuchła wojna żydowsko-arabska, wskutek której większość Arabów porzuciła dolinę.
Teren, na którym znajdowała się Emek ha-Chula nie sprzyjał osadnictwu. Aż 1/3 jego powierzchni zajmowało jezioro Chula, które latem miało 1,5 metra głębokości, a zimą 3 m. W roku 1951 rozpoczęto osuszanie terenu, które zakończono w 1958. Sfinansował je Żydowski Fundusz Narodowy. Celem prac było poszerzenie i pogłębienie koryta rzeki, co sprawiło, że woda nie zalega na polach. Dodatkowo w całej dolinie wybudowano sieć kanałów irygacyjnych, które kierowały wodę do rzeki Jordan. Dzięki tym pracom zyskano ponad 15 000 hektarów nowej ziemi uprawnej i uwolniono cały region od plagi malarii. Jak się później okazało, działania osuszające doprowadziły do jałowienia ziemi, dlatego postanowiono z powrotem zalać część ziem.

## Współczesność
Nadal trwają prace nad nawadnianiem środkowej części doliny. Jezioro Chula zostało odtworzone, jednak jest znacznie mniejsze (około 1 km² i 1 m głębokości).
W 1963 roku powstał tam pierwszy w Izraelu rezerwat przyrody – Park Narodowy Emek ha-Chula. Jest on skupiskiem ptaków, które migrują z Europy do Afryki i z powrotem. Są to m.in. żurawie, bociany, pelikany, kormorany, czaple. Dodatkowo żyje tutaj wiele gatunków ryb, żółwie, wydry, dziki, dzikie koty, bawoły wodne oraz rośliny, co stwarza piękną krainę fauny i flory.
W dolinie Chula znajduje się też muzeum przyrodnicze, w którym można obejrzeć film o historii regionu.  

## Turystyka
W Emek ha-Chula leży kibuc Gadot. Mieszkańcy utrzymują się z rolnictwa, głównie z uprawy owoców, a także hodowli ryb. Jest to atrakcyjny region turystyczny, gdzie można aktywnie wypocząć dzięki spływom kajakowym po Jordanie, raftingowi, jeździe konnej i wycieczkom po Wzgórzach Golan.